# Paul Bourdin
Paul Bourdin (* 13. April 1900 in Bingen am Rhein; † 24. Oktober 1955 in Hamburg) war ein deutscher Journalist und Staatssekretär.

## Leben
Bourdins Vorfahren waren aus Frankreich stammende Hugenotten. Nach dem Abitur an einem Gymnasium in Bingen studierte er Philologie an der Universität Bonn und der Universität zu Köln. 1925 begann er bei der Frankfurter Zeitung und war für ebendiese als Korrespondent in Brüssel, London und Paris eingesetzt. Nach der Abwicklung der Zeitung durch die Nationalsozialisten war er für die Deutsche Allgemeine Zeitung in Berlin und Paris tätig. Außerdem wirkte er als Übersetzer.
1945 begründete er die Volkshochschule Berlin-Wilmersdorf mit und engagierte sich bei der Gründung des Kurier in der französischen Besatzungszone. 1949 wurde er als beamteter Staatssekretär Chef des Presse- und Informationsamtes der Bundesregierung in Bonn. 1950 übernahm er die Chefredaktion der Welt in Hamburg. Darüber hinaus war er Kommentator der Zeit.